# Sothové
Sothové, také známí jako Basotho, představují významnou etnickou skupinu Sotho-Tswana s hlubokými kořeny na jižním africkém kontinentu. Obývají především oblasti Lesotha a Jihoafrické republiky.
Předpokládá se, že předkové Sothů pocházeli ze severovýchodní Afriky a kolem 5. století našeho letopočtu migrovali na jih. Časem se Sothové rozdělili do různých klanů kvůli událostem známým jako Mfecane, což byla série válek a migrací v 19. století, a vlivu kolonialismu.
Britové a Búrové si na konci 19. století rozdělili území Sothů mezi sebou. Lesotho vzniklo prostřednictvím osadníků na základě Aliwalské úmluvy z roku 1869, která následovala po konfliktech o toto území s králem Moshoeshoe I., vládcem jižního Sothosu.
Identita jižních Sothů v Lesothu vznikla při vytvoření státu Lesotho Brity. To se stalo poté, co Búrové porazili Moshoeshoe I. ve válce v roce 1868, a on požádal Britské impérium o ochranu. Nyní někteří mluvčí Sotho, kteří nebyli součástí Moshoeshoeova království při sjednocování kmenů, žijí v Gautengu. Další skupiny se nacházejí na západě KwaZulu-Natal, na severu Východního Kapska a ve většině provincie Svobodný stát.
V dnešní době Sothové stále významně ovlivňují jihoafrickou a lesotskou společnost svým přínosem.